# Grigorij Gagarin (malarz)

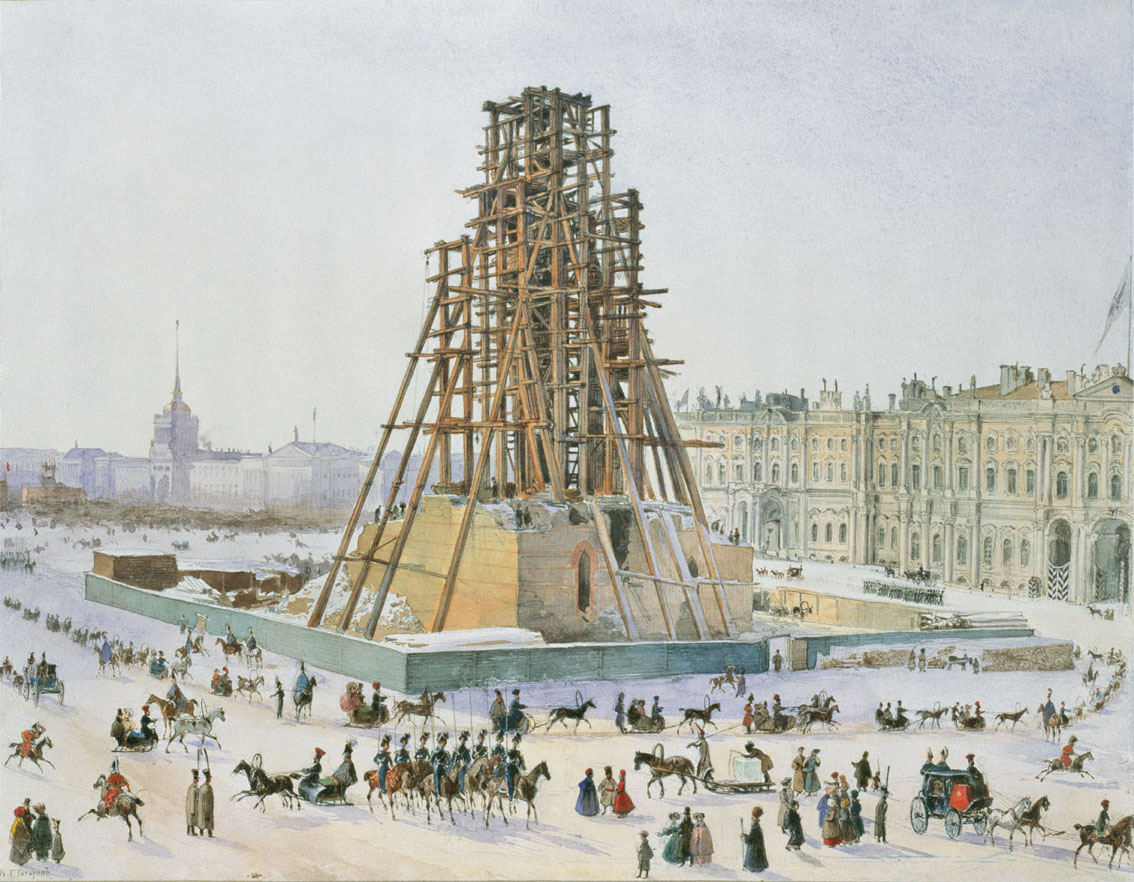
Budowa kolumny Aleksandra w Petersburgu, 1832-1834

Grigorij Grigorjewicz Gagarin (ros. Григорий Григорьевич Гагарин; ur. 29 kwietnia?/11 maja 1810 w Petersburgu, zm. 30 stycznia 1893 we Francji) – rosyjski generał major, malarz, architekt, dyplomata, książę. Jeden z twórców neobizantynizmu w architekturze.
Był pracownikiem poselstw rosyjskich w Paryżu, Rzymie i Konstantynopolu, sekretarz poselstwa w Monachium.
W 1839 powrócił do Rosji i wziął udział w wojnie z powstańcami na Kaukazie. W 1842 brał udział w ekspedycji wojsk rosyjskich do Dagestanu.

## Odznaczenia
- Krzyż Wielki Legii Honorowej
- Order Świętego Aleksandra Newskiego
- Order Orła Białego (Rosja)
- Order Świętego Włodzimierza II, III i IV klasy z Mieczami
- Order Świętej Anny I, II i III klasy
- Order Świętego Stanisława I i III klasy